# Valgaudemar
La Valgaudemar (scritto anche Val Gaudemar) è una valle francese delle Alpi del Delfinato e, più precisamente, del Massiccio des Écrins.

## Caratteristiche
La valle è di origine glaciale, stretta ed incassata. Ha un generale percorso verso ovest.
È percorsa dal torrente Séveraisse, tributario della Drac.
I comuni che interessano la valle sono: La Chapelle-en-Valgaudémar, Villar-Loubière, Saint-Maurice-en-Valgodemard, Saint-Jacques-en-Valgodemard, Saint-Firmin.
La valle è inserita nel Parco nazionale des Écrins.
Nel suo percorso verso ovest separa la Catena Olan-Rouies (a nord ed inserita nel Massiccio des Écrins) dal Massiccio del Champsaur (a sud della valle).

## Montagne
Le montagne principali che contornano la valle sono:
- Les Bans - 3.669 m, punto culmine della valle
- Les Rouies - 3.589 m
- Pic d'Olan - 3.564 m
- Pic des Aupillous - 3.505 m
- Pic de Bonvoisin - 3.480 m
- Le Sirac - 3.440 m
- Pic du Says - 3.421 m
- Cime du Vallon - 3.409 m
- Mont Gioberney - 3.351 m
- Pointe de la Muande - 3.315 m
- Pic du Vaccivier - 3.312 m
- Vieux Chaillol - 3.163 m
- Pic des Souffles - 3.098 m
- Pic de Turbat - 3.023 m

## Rifugi

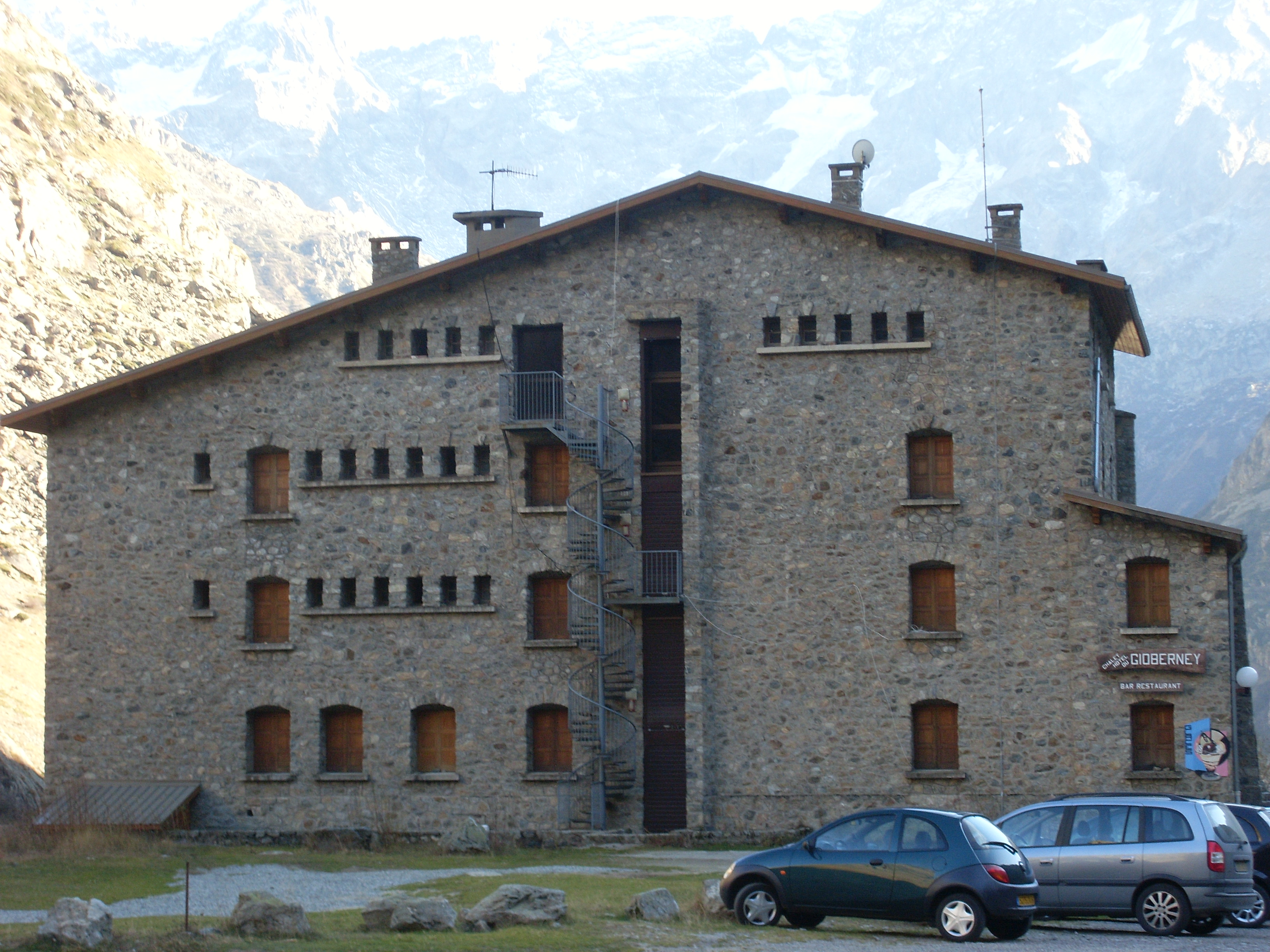
Il Refuge du Gioberney.

Per facilitare la salita alle vette e l'escursionismo la valle è dotata di diversi rifugi:
- Refuge du Pigeonnier - 2.430 m
- Refuge de l'Olan - 2.345 m
- Refuge de Vallonpierre - 2.271 m
- Refuge du Chabournéou - 2.050 m
- Refuge des Souffles - 1.975 m
- Refuge du Gioberney - 1.650 m